# Bacopa lacertosa
Bacopa lacertosa là một loài thực vật có hoa trong họ Mã đề. Loài này được Standl. mô tả khoa học đầu tiên năm 1932.